# Tristagma ameghinoi
Tristagma ameghinoi är en amaryllisväxtart som först beskrevs av Carlos Luis Spegazzini, och fick sitt nu gällande namn av Carlos Luis Spegazzini. Tristagma ameghinoi ingår i släktet Tristagma och familjen amaryllisväxter. Inga underarter finns listade i Catalogue of Life.